# Marie Alexandre Émile Hippolyte Gallet
Pour les articles homonymes, voir Gallet.
Marie Alexandre Émile Hippolyte Gallet (1856-1925) est un général de division français ayant commandé durant la Première Guerre mondiale.

## Biographie
Né à Lavausseau le 7 avril 1856, il est le fils de Pierre Hippolyte Gallet, marchand tanneur, et de Rosalie Madeleine Marcireau. 

### Formation
Il entre à Saint-Cyr le 22 octobre 1875 et en sort deux ans plus tard au 109e rang sur 345 élèves. Nommé sous-lieutenant au 3e régiment de dragons le 1er octobre 1877, il suit pendant un an les cours de l'école de cavalerie dont il sort en 1878 classé 12e sur 81. Il est affecté au 17e régiment de chasseurs à cheval le 18 octobre 1878, puis nommé lieutenant au 18e régiment de dragons le 30 décembre 1881.
Entre 1882 et 1883, il retourne à l'école de cavalerie. Il en sort officier d'instruction au 12e rang sur 36.
Il est promu capitaine instructeur au 4e régiment de dragons le 28 octobre 1885. 
Admis à l'École supérieure de guerre le 1er juin 1887, il se marie en juillet 1887 avec Régine Andrée Thérèse Bivort.
Il commence les cours à l'École supérieure de guerre le 1er novembre 1887. Deux ans plus tard, il reçoit son brevet d'état-major avec mention très bien, classé 12e sur 72. Le 5 décembre 1891 il est affecté au premier bureau (chargé des effectifs) de l'État-major de l'armée.

### Carrière en temps de paix
Le capitaine Gallet est officier d'ordonnance de Freycinet, ministre de la guerre dans le cabinet Loubet de 1892.
Il est nommé le 17 novembre 1892 au 27e régiment de dragons. Le 2 octobre 1893, il est promu chef d'escadron au 31e régiment de dragons. Le 2 décembre 1893 il passe au 4e régiment de chasseurs à cheval.
Il est l'un des sept membres du conseil de guerre qui ont à juger l'affaire Dreyfus en 1894. Le commandant Henry qui est ami avec le chef d'escadron Gallet lui demande la faveur de passer à la barre une seconde fois pour être interrogé sur l'existence d'un traître au deuxième bureau de l'État-major. Sur recommandation de Gallet, le colonel Maurel, président du conseil de guerre, accepte. C'est lors de cette intervention que Henry se parjure lançant un « Le traitre, le voici ! » en désignant Dreyfus dans le box des accusés. Gallet fonde sa conviction de la culpabilité de Dreyfus sur trois preuves : l’écriture du bordereau, la pièce Canaille de D… et la déposition d’Henry. 
Gallet, qui s'est toujours inquiété du mobile de la trahison de Dreyfus, en parle, en 1895, à Picquart qui lui répond « qu’il (Gallet) ne connaissait pas certains juifs de Mulhouse ».
Le chef d'escadron Gallet est officier d'ordonnance de Cavaignac ministre de la guerre anti-dreyfusard dans le cabinet Bourgeois de 1895 à 1896.
Le 25 août 1896, passé hors cadre, le chef d'escadron Gallet est nommé chef d'état-major de la 4e division d'infanterie. 
Quand il voit, en 1897, l’écriture d’Esterhazy, il ne doute plus que le bordereau soit de lui. À partir du procès Zola en février 1898, il comprend que la pièce Canaille de D... ne s'applique pas à Dreyfus.
Cavaignac, ayant appris que Gallet est maintenant tourmenté de doutes au sujet de Dreyfus, se garde de le rappeler à son cabinet lorsqu'il redevient ministre de la guerre en juin 1898. À Compiègne le 31 août 1898, au lendemain de l'interrogatoire d'Henry par Cavaignac, Gallet déclare que la révision du procès Dreyfus s'impose puisque Henry a avoué être un faussaire. 
En 1899, Gallet est nommé officier d'ordonnance à l'état-major particulier du général de Galliffet, ministère de la guerre du second gouvernement Henri Brisson.
Il est sous-chef de cabinet du ministre de la guerre le général André à partir du 2 juin 1900. Le 29 août 1900 il est en outre promu au grade de lieutenant-colonel au 18e régiment de chasseurs à cheval. 
Dans le cadre de l'affaire des fiches, n'ayant pu fournir au chef de cabinet, le colonel Percin, des renseignements sur les sentiments républicains d'un officier de cavalerie, il se fait vertement tancer et menacer d'être relevé de ses fonctions s'il ne lui en procure pas.
Le 14 octobre 1901, de retour d'une mission en Algérie et en Tunisie, il est nommé attaché militaire aux légations de la République française en Belgique et en Hollande. Il passe colonel le 9 avril 1903. Dans ses rapports Gallet met en garde contre le découragement qui mine l'armée belge. Il en attribue une part de responsabilité au roi Léopold II. Il prend congé du roi des belges le 18 décembre 1903.
Le 12 octobre 1903, il est colonel au 27e régiment de dragons, puis le 10 octobre 1906 au 12e régiment de dragons, et le 2 décembre 1906 au 5e régiment de dragons.
Le 12 mars 1907 il est promu général de brigade à la 3e brigade de dragons qu'il commande par intérim depuis 1906. Il est nommé général de division le 20 décembre 1910. Le 26 décembre 1910, il prend le commandement de la 6e division de cavalerie, puis le 12 novembre 1911 celui de la 1re division d'infanterie à Lille.
Pour les grandes manœuvres de septembre 1913, il conçoit un exercice dans lequel trois régiments d'infanterie doivent s'emparer d'un village tenu par l'ennemi sans attendre l'artillerie.
Après la charge héroïque au son du clairon, il se félicite devant tous les officiers réunis de la réussite de la manœuvre et de l’allant des troupes. Il rappelle la doctrine de l'offensive à outrance en cours à l'État-Major général de l'Armée : « Dès que l’ennemi est localisé il faut l’attaquer de façon délibérée, avec vigueur, toutes forces réunies »... « C’est la rapidité de l’engagement qui nous garantira la surprise et la violence de l’attaque qui nous assurera contre la manœuvre de l’ennemi ». Pris à témoin, le colonel Pétain répond que le général s’est proposé, afin de mieux frapper les esprits, de présenter la synthèse de toutes les fautes qu’une armée moderne ne doit plus commettre. Parmi les témoins de la scène se trouve  Charles de Gaulle, sous-lieutenant au 33e régiment d'infanterie d'Arras commandé par Pétain.
Début juillet 1914, il participe à une manœuvre de cadres de corps d'armée près de Vimy s'étant assuré de la présence de Joffre et Gamelin dans l'espoir d'obtenir un commandement de corps d'armée.

### Première guerre mondiale
Sous les ordres du général Louis Franchet d'Espèrey, commandant du 1er corps d'armée puis de la Ve armée, le général Gallet participe aux batailles de Charleroi, de Guise, de la Marne (bataille des Deux Morins) et de l'Aisne.
Le 3 octobre 1914, il est remplacé à la tête de la 1re division d'infanterie par le général de brigade Bro.
Le 16 novembre 1914 il prend le commandement de la 89e division d'infanterie territoriale, puis le 23 novembre 1914 celui de la 88e division d'infanterie territoriale qui devient sous son commandement la 88e division d'infanterie le 28 février 1917. 
Élevé à la dignité de Grand Officier de la Légion d'Honneur au 1er octobre 1917, après être resté presque toujours en première ligne pendant deux ans et demi, le général Gallet est mis en congé de repos le 1er décembre 1917 et la 88e division d'infanterie est dissoute le 15 décembre 1917.
Il commande la 83e division d'infanterie territoriale du 20 décembre 1917 au 12 novembre 1918.
Il décède à Poitiers le 10 novembre 1925.

## Source externe
- Base de données Léonore (Légion d'honneur)